# Joaquín Verdugo
Joaquín Jaime Verdugo Salazar (Talca, Chile, 7 de octubre de 1996) es un futbolista profesional chileno que se desempeña como Mediocampista y su equipo actual es Atlético Comercio de Talca.

## Estadísticas

### Clubes
| Club                        | Div.          | Temporada     | Liga  | Liga  | Liga   | Copas nacionales | Copas nacionales | Copas nacionales | Torneos internacionales | Torneos internacionales | Torneos internacionales | Total | Total | Total  | Media goleadora |
| Club                        | Div.          | Temporada     | Part. | Goles | Asist. | Part.            | Goles            | Asist.           | Part.                   | Goles                   | Asist.                  | Part. | Goles | Asist. | Media goleadora |
| --------------------------- | ------------- | ------------- | ----- | ----- | ------ | ---------------- | ---------------- | ---------------- | ----------------------- | ----------------------- | ----------------------- | ----- | ----- | ------ | --------------- |
| Rangers · Chile             | 2.ª           | 2013          | —     | —     | —      | 1                | 0                | 0                | —                       | —                       | —                       | 1     | 0     | 0      | 0,00            |
| Rangers · Chile             | 2.ª           | 2013-14       | 1     | 0     | 0      | 1                | 0                | 0                | —                       | —                       | —                       | 2     | 0     | 0      | 0,00            |
| Rangers · Chile             | 2.ª           | 2014-15       | 24    | 2     | 4      | 4                | 1                | 0                | —                       | —                       | —                       | 28    | 3     | 4      | 0,11            |
| Rangers · Chile             | 2.ª           | 2015-16       | 10    | 2     | 1      | 2                | 0                | 0                | —                       | —                       | —                       | 12    | 2     | 1      | 0,17            |
| Rangers · Chile             | 2.ª           | 2016-17       | 28    | 4     | 2      | 2                | 0                | 1                | —                       | —                       | —                       | 30    | 4     | 3      | 0.13            |
| Rangers · Chile             | Total club    | Total club    | 63    | 8     | 7      | 10               | 1                | 1                | 0                       | 0                       | 0                       | 73    | 9     | 8      | 0.29            |
| Huachipato · Chile          | 1.ª           | 2017          | 8     | 0     | 0      | 4                | 1                | 1                | —                       | —                       | —                       | 12    | 1     | 1      | 0.08            |
| Huachipato · Chile          | 1.ª           | 2018          | 20    | 0     | 0      | 2                | 0                | 0                | —                       | —                       | —                       | 22    | 0     | 0      | 0.00            |
| Huachipato · Chile          | 1.ª           | 2019          | 12    | 0     | 0      | 1                | 0                | 0                | —                       | —                       | —                       | 13    | 0     | 0      | 0.00            |
| Huachipato · Chile          | 1.ª           | 2020          | 20    | 0     | 0      | —                | —                | —                | 1                       | 0                       | 0                       | 21    | 0     | 0      | 0.00            |
| Huachipato · Chile          | 1.ª           | 2021          | —     | —     | —      | 5                | 0                | 2                | 2                       | 0                       | 0                       | 7     | 0     | 2      | 0.00            |
| Huachipato · Chile          | Total club    | Total club    | 60    | 0     | 0      | 12               | 1                | 3                | 3                       | 0                       | 0                       | 75    | 1     | 3      | 0.01            |
| Deportes Concepción · Chile | 3.ª           | 2022          | 19    | 1     | 3      | 1                | 0                | 0                | —                       | —                       | —                       | 20    | 1     | 3      | 0.05            |
| Deportes Concepción · Chile | Total club    | Total club    | 19    | 1     | 3      | 1                | 0                | 0                | 0                       | 0                       | 0                       | 20    | 1     | 3      | 0.05            |
| Total Carrera               | Total Carrera | Total Carrera | 142   | 9     | 10     | 23               | 2                | 4                | 3                       | 0                       | 0                       | 168   | 11    | 14     | 0.07            |
| 1. 2. 3.                    |               |               |       |       |        |                  |                  |                  |                         |                         |                         |       |       |        |                 |

### Resumen estadístico
| Competición               | Partidos | Goles | Promedio | Asistencias | Promedio | G y A | Promedio |
| ------------------------- | -------- | ----- | -------- | ----------- | -------- | ----- | -------- |
| Primera División de Chile | 60       | 0     | 0.00     | 0           | 0.00     | 0     | 0.00     |
| Primera B de Chile        | 63       | 8     | 0.13     | 7           | 0.11     | 15    | 0.24     |
| Segunda División de Chile | 19       | 1     | 0.05     | 3           | 0.16     | 4     | 0.21     |
| Copa Chile                | 23       | 2     | 0.09     | 4           | 0.17     | 6     | 0.26     |
| Copa Sudamericana         | 3        | 0     | 0.00     | 0           | 0.00     | 0     | 0.00     |
| Total                     | 168      | 11    | 0.07     | 14          | 0.08     | 25    | 0.15     |